# 鳥人大系
『鳥人大系』（ちょうじんたいけい）は、手塚治虫の漫画作品。『S-Fマガジン』（早川書房）1971年3月号から1975年2月号に休載を挟み全45回が連載された。

## 概要
一つ一つの短編集的な作品でありながら、全体で壮大な一つの物語が進行していくといった形をとる。
SFやサスペンス・ホラーの色が濃い内容になっていて、『人間昆虫記』『きりひと讃歌』『奇子』『MW』などと同じく、大人向けの作風で描かれた暗く重い作品。
物語は、人類が退化していき代わりに鳥類が人類に近付くといった内容で、その中で人間文化に対する皮肉や風刺が強く描かれている。
1970年代後半にフランス語圏で出版された漫画雑誌『Le Cri qui tue』に『鳥人大系』が一部分翻訳され掲載されたことがあるが、これは手塚修許諾のものである。
2020年には復刊ドットコムより雑誌連載時の2色印刷を再現し、当時のS-Fマガジン編集長である森優へのインタビューを収録した『鳥人大系 雑誌初出カラー完全版』が刊行された。これには大都社版に収録されていた星新一による解説、全集に収録されていた著者あとがきも再録されている。

## 連載形態
『S-Fマガジン』で「熟れた星」といった短編掲載を経ての連載である。本作は鳥類を主軸に据えた完全な異世界であり、一般誌での連載はとうてい無理だっ たのではないかと米沢嘉博は推測している。
通常の漫画誌での連載形態とは異なり、コート紙のページに、墨と毎号変化する特色インクによる2色印刷によって毎回の7ページ（タイトル込み）の連載という特殊な事情であったため、これを再現して収録した『鳥人大系 雑誌初出カラー完全版』より前に刊行された単行本では墨1色で収録されている。さらには、各話は奇数ページ数で左ページ始まりであるため（雑誌掲載時は8ページ目は翻訳SF書の書評ページだった）、詰めて収録されたことから、見開きなども雑誌掲載時とはまったく変化してしまっていた。

## ストーリー
とある民家で火災が起きる。それはただの火災ではなく鳥が起こしたものだった。
世界中のあちこちで特定の理由により鳥類が高い知能を持ち始め、万物の霊長たる人類の地位を脅かし始める。そしてついに彼らは人類を追い落として新たなる地球の支配者となった。
鳥類はやがて鳥人となり、人類は彼らの家畜となって次第に姿を消していった。だが高度な文明を築き上げた鳥人たちはかつての人類と同様に迷信や偏見や物欲に囚われ、羽の色や模様で互いを差別しあい、戦争や環境破壊を起こすようになる。そして遂には滅亡への道を歩み出す。
本作品は、以上のような物語を背景にして各時代のエピソードを描く連作短編である。

## 章立て
- 第一章「ウロロンカ・ドメスティカ・イグニス」
- 第二章「ラルス・フスクス・イグニス」
- 第三章「パイロマニアック・マグピー」
- 第四章「むかしむかし……めでたしめでたし」
- 第五章「オーベロンと私」
- 第六章「トゥルドス・メルラ・サピエンス（ブラック・バード）」
- 第七章「ローデシアにて」[5]
- 第八章「スポークスマン」
- 第九章「ドゥブルゥド査定委員会への要請」
- 第十章「うずらが丘」
- 第十一章「クロパティア・ピティアルム」
- 第十二章「ポロロ伝」
- 第十三章「ミュータント」
- 第十四章「ファルコ・チンヌンクルス・モルツス」
- 第十五章「赤嘴党」
- 第十六章「カモメのジョンガラサン」
- 第十七章「ブルー・ヒューマン」
- 第十八章「ラップとウィルダのバラード」
- 第十九章「ドゥブルゥドへの査定委員会懲罰動議」

## 単行本
- ハードコミックス『鳥人大系』全1巻（大都社）
- 愛蔵版『鳥人大系』全1巻（大都社）
- 手塚治虫漫画全集『鳥人大系』全2巻（講談社）
- 角川文庫『鳥人大系』全1巻（角川書店）
- 手塚治虫文庫全集『鳥人大系』全1巻（講談社）
- 人類滅亡後の世界鳥人大系－手塚治虫が描いた （2016年、三栄書房、ISBN 978-4779628986）
- 鳥人大系 雑誌初出カラー完全版（2020年、復刊ドットコム、ISBN 978-4835457208）